# 筑紫平原

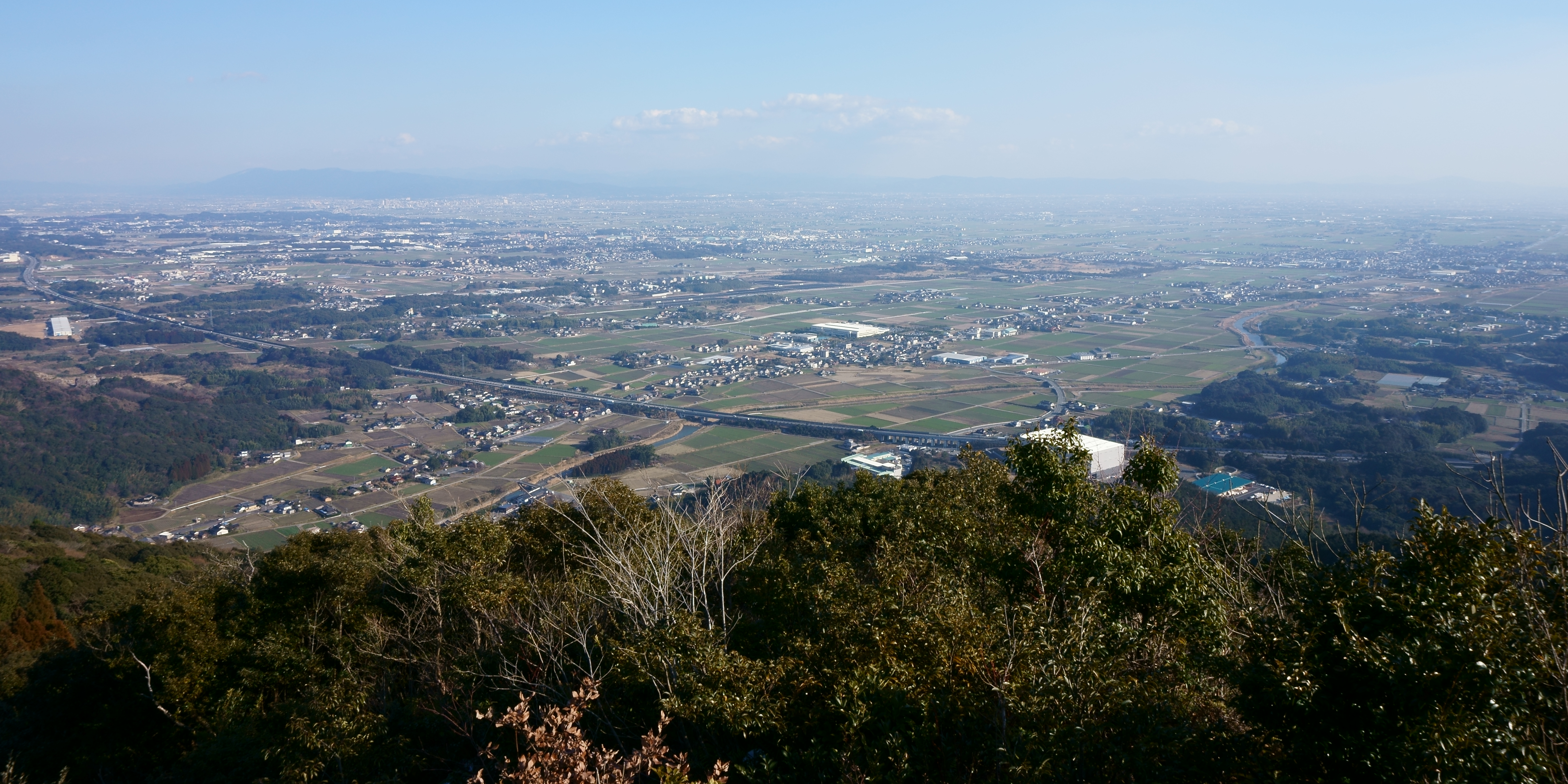
筑紫平原

筑紫平原，日本九州地方最大的平原，位于日本福冈县和佐贺县的南部，面积约1200平方公里。由筑后川、矢部川、嘉濑川、六角川等河流冲激而成，面向有明海。西部靠脊振山地、东北靠古居山、马见山。一般意义上又把筑紫平原分为筑后平原（筑后川以东）、佐贺平原（筑后川以西）。有久留米、大牟田、佐贺等工业城市。一般认为是日本古文明邪马台国的所在地。